# Cleveland Stokers
Los Cleveland Stokers fueron un equipo de fútbol de los Estados Unidos que alguna vez jugaron en la North American Soccer League, la desaparecida liga de fútbol más importante del país.

## Historia
Fue fundado en el año 1967 en la ciudad de Cleveland, Ohio y formaron parte de la United Soccer League y se distinguió por importar jugadores del extranjero, como por ejemplo la nómina de la temporada de 1967 era el equipo reserva del Stoke City FC de Inglaterra.
Al finalizar la temporada de 1967, la United Soccer League se fusionó con la National Professional Soccer League para crear la North American Soccer League.
La franquicia fue adquirida originalmente por el equipo de la MLB los Cleveland Indians por medio de su dueño Vernon Stouffer y del presidente del equipo Gabe Paul en agosto del 1966, pero vendieron los derechos del equipo a un grupo de empresarios encabezado por el abogado Howard Metzelbaum y su compañero en los negocios Ted Bonda la primera semana de enero de 1968.
Antes de iniciar la temporada de 1968 consiguieron reforzar al equipo con jugadores provenientes del desaparecido Philadelphia Spartans, los cuales se habían negado a participar en esa temporada, ganando su división en la temporada. Sin embargo, el club tenía una filosofía diferente en los negocios con respecto a la NASL, lo que los convertía en uno de los equipos más dominantes de la liga. la NASL decidió realizar un encuentro de exhibición entre los Stokers reforzados con jugadores de la NASL ante un equipo de Alemania Occidental, pero los dueños de los Stokers no estuvieron contentos con la idea y anunciaron la desaparición del equipo en noviembre de 1969.

## Temporadas
| Año  | Liga | G  | P | E  | Pts | Temporada Regular         | Playoffs                | Promedio de Asistencia |
| ---- | ---- | -- | - | -- | --- | ------------------------- | ----------------------- | ---------------------- |
| 1967 | USA  | 5  | 3 | 4  | 14  | 2.º División Este         | No Clasificó            | 6,567                  |
| 1968 | NASL | 14 | 7 | 11 | 175 | 1.ª División de los Lagos | Eliminado por (Atlanta) | 4,305                  |